# Cheiracanthium montanum
Cheiracanthium montanum är en spindelart som beskrevs av Ludwig Carl Christian Koch 1877. Cheiracanthium montanum ingår i släktet Cheiracanthium och familjen sporrspindlar. Inga underarter finns listade i Catalogue of Life.